# バンサモロ自治地域
イスラムミンダナオ・バンサモロ自治地域(イスラムミンダナオ・バンサモロじちちいき、フィリピン語: Rehiyong Awtonomo ng Bangsamoro sa Muslim Mindanaw, アラビア語: منطقة بانجسامورو ذاتية الحكم فى مسلمى مينداناو, 英語: Bangsamoro Autonomous Region in Muslim Mindanao, BARMM)は、フィリピンのミンダナオ島西部からスールー諸島にかけて広がるムスリム（イスラム教徒）の多い地域である「バンサモロ」に2019年に成立した自治地域。1990年に成立したイスラム教徒ミンダナオ自治地域（ARMM）に代えて、「バンサモロ自治地域」を作るという提案は、フィリピン政府とモロ・イスラム解放戦線の間で2012年に調印された和平合意準備である、バンサモロ枠組み合意に基づくものであった。
この地方は、フィリピンの地方の中では唯一、独自の「政府」を持つ。またキリスト教国のフィリピンの中では独特の歴史・文化を持っているが、経済的には最も貧しく、治安も安定していない。人口は2020年国勢調査で約394万人。バンサモロの中心都市はコタバト市（Cotabato City）であるが、この都市自体はソクサージェン地方の一部である。

## 州
5州とコタバト州の一部から構成される。
スールー州は住民投票でバンサモロ基本法の批准に反対したにもかかわらず、成立当初から事実上自治地域の一部として扱われていた。2024年9月9日、フィリピン最高裁判所はスールー州がバンサモロ自治地域に含まれてないと宣言した。11月26日、スールー州の離脱が正式に認められた。
- バシラン州（イサベラ市を除く）
- 南ラナオ州
- 北マギンダナオ州
- 南マギンダナオ州
- タウイタウイ州
- コタバト州の一部（Special Geographic Area、北西部の町村に属する63のバランガイ）

## 歴史

### 第二次世界大戦前のミンダナオ島
フィリピンの歴史において、ミンダナオ島、特に西部地区は他の地域とは異なった国家を長年にわたり構えており、独自の文化とアイデンティティを育んできた。スペイン人によるフィリピンの植民地化は1565年にセブ島より始まっているが、ミンダナオ島西部はそれに先立つ15世紀以来イスラム教の盛んな地方となっていた。
1380年、スールー諸島の西端にあるタウィタウィ島にアラブ人のイスラム教伝道師が到来し、以来先住民のイスラム教への改宗が進んだ。1457年にはスールー王国が成立、その後ミンダナオ島本土にマギンダナオ王国やブアヤン王国が誕生し、フィリピン北部や中部の部族にもイスラム教は広がったが、16世紀後半以降ミンダナオ島以外はスペインに征服された。
フィリピンの大部分がスペインの植民地だった時代もミンダナオ島西部のスルタンたちは独立を保ち、繰り返されるスペイン人の侵入を防ぎ、ミンダナオ島北岸にスペイン人が築いた植民都市に対する反撃や征服を行ったが、19世紀後半に至りスペインの支配下に置かれ、最後に残ったスールー王国もスペインによる主権を認めた。しかしこの後もスペイン人による統治は完全なものではなく、米西戦争の結果スペインがフィリピンを放棄するまで、植民地支配の及ぶ範囲は軍隊の駐屯地やサンボアンガやコタバトといった都市部に限られた。米比戦争の時期はモロの反乱が起きたが、最終的に1910年代にアメリカ軍に制圧され、次第にフィリピン他地域同様の統治が行われるようになった。またアメリカ植民地政府やフィリピン・コモンウェルスの下で、ミンダナオ島全体にルソン島やビサヤ諸島のキリスト教徒が入植し、ムスリムはミンダナオでも少数派となっていった。

### イスラム教徒と政府の衝突、ARMMの創立
第二次世界大戦後にフィリピンが独立すると、フィリピン政府は国民を統合し単一国家を作ることを目指したが、慣習的なムスリム法のもとで暮らしてきたこの地のモロ人たちはこれを同化政策と見て反発した。1950年代後半からフィリピン政府はムスリムの地域共同体との折衝を図る組織や委員会を設立し、一夫多妻や離婚を禁ずるフィリピンの法律がモロ人には適用されない合意がなされたが、これは表面的なものであった。イスラム教徒とキリスト教徒との軋轢は続き、1970年代からはフィリピンからの分離独立を求めるモロ民族解放戦線（MNLF）とフィリピン国軍との間で武力衝突が続発した。
1986年のエドゥサ革命で、ミンダナオへのキリスト教徒の移民を推進しMNLFとの内戦を行ったマルコス政権が倒れた後、フィリピン政府はムスリム共同体との話し合いやMNLFとの和平協議を進め、1989年に「自治基本法」（Organic Act、Republic Act No. 6734）が成立しミンダナオにムスリム自治区を設ける憲法上の根拠ができた。政治的対立や混乱の中、ミンダナオ島西部・南部一帯の州と市で、新設される「イスラム教徒ミンダナオ自治地域」（ARMM）への加入に賛成するかどうかの住民投票が行われた（バシラン州、コタバト州、南ダバオ州、北ラナオ州、南ラナオ州、マギンダナオ州、パラワン州、南コタバト州、スルタン・クダラット州、スールー州、タウイタウイ州、北サンボアンガ州、南サンボアンガ州の13州、コタバト、ダピタン、ディポログ、ジェネラル・サントス、イリガン、マラウィ、パガディアン、プエルト・プリンセサ、サンボアンガの9市）。
しかしARMMへの加入に賛成多数だったのは南ラナオ州、マギンダナオ州、スールー州、タウイタウイ州の4州だけであった。MNLFが不完全な自治にすぎないと反発する中、ARMMはこの4州だけで1990年11月6日に発足した。式典は自治地域の首都とされたコタバト市で行われた。
フィデル・ラモス大統領のフィリピン政府と、ヌル・ミスアリ率いるモロ民族解放戦線（MNLF）の間では、1997年7月に和平協定が成立し、和平工程が開始された。和平に反対するモロ・イスラム解放戦線（MILF）の勢力の増大、2000年のジョセフ・エストラーダ大統領による和平協定破棄、フィリピン国軍とMILFの武力衝突など、和平に逆行する動きが続いた。2001年、以前の住民投票でARMM入りを否決した州や市へARMMを拡大するための新法が成立したが、マラウィ市とバシラン州（イサベラ市を除く）だけがARMM入りを希望した。

### イスラム教徒との和平プロセスと、バンサモロ自治地域の創立
新しい地域は大統領ベニグノ・アキノ3世が「失敗した実験」と称したイスラム教徒ミンダナオ自治地域に代わって形成され、15年に及ぶフィリピンとバンサモロとの和平工程を完結させることを目指している。
2012年10月15日、マニラのマラカニアン宮殿でアキノ大統領、フィリピン政府側主席交渉者のマービック・レオネン、MILF議長のアル・ハジ・ムラド・イブライム、MILF和平交渉団長のモハグハ・イクバル(戦争名)、マレーシア人進行役のアブ・ガファル・モハメド、マレーシア首相ナジブ・ラザク、 イスラム協力機構事務総長エクメレッディン・イフサンオールによって歴史的な準備合意であるバンサモロ枠組み合意が調印された。この文書では電力、歳入、新たな自治地域に付与される領域などを含む主要問題に関する一般合意を概説している。交渉の第一段階で、進行役としてのマレーシアの関与はフィリピン人メディアによる報道でフィリピン人社会に懸念を生じさせたが、マレーシア側はマレーシアの関与はフィリピン政府とMILFの要求によるものだと説明した。
2014年3月27日、政府側のアキノ大統領とMILFのムラド議長に加え、仲介役を務めたマレーシア首相ナジブ・ラザクなどの立会いの下、マラカニアンでバンサモロ包括合意が調印された。この中で、バンサモロの法的地位を定めるバンサモロ基本法の制定などが目指されている。

### 包括合意以降
2015年1月25日、ママサパノで政府側とMILFの衝突が起こり、MILFとモロ・イスラム解放戦線によると、ジェマ・イスラミアのメンバーで「マルワン」の別名を持つズルキフリ・アブディールの殺害後、44人の特殊部隊が殺害される事件が発生した。 元老院の地方自治委員会会長のフェルディナンド・イメルダ・マルコス・Jr元老院議員は流血の事態からバンサモロ基本法の審理を一時停止し、起草者のアラン・カエタノとJV・エヘルシト両元老院議員は法案を撤回した。戦闘で44人の警察部隊、17人のMILF兵士と3人の民間人を含む数十人が死亡している。
元老院では地方自治委員会でのバンサモロ基本法の長い審議の後、2015年8月11日に「バンサモロ自治地域基本法」として知られるバンサモロ基本法の改訂版が提出され、2015年8月17日に質疑を受ける予定となった。法案の長さと複雑さのため、上院は法案の質疑期間を一時的に延期している。

### バンサモロの成立
2018年7月26日、ロドリゴ・ドゥテルテ大統領が「バンサモロ基本法」（バンサモロ組織法、Bangsamoro Organic Law）に調印、2019年1月21日にARMM住民に対してバンサモロ基本法の成立を問う住民投票が行われ、同時にイサベラ市とコタバト市では新自治地域への編入を問う住民投票が行われた。2月6日にはコタバト州の一部と北ラナオ州の一部のバランガイで新自治地域への編入を問う住民投票も実施された。投票の結果、バンサモロ自治地域を成立させるバンサモロ基本法は批准され、同時にコタバト州の西部の町村に属する63のバランガイがコタバト州に属したままバンサモロ自治地域に編入されることが決まった。2月22日にはバンサモロ暫定自治政府（バンサモロ暫定移行機関）が発足、2月26日にイスラム教徒ミンダナオ自治地域はバンサモロ自治地域へと移行した。

## 比較
| 組織               | イスラム教徒ミンダナオ自治地域(ARMM)  | バンサモロ自治地域                    |                                                                        | フィリピン (中央政府のみ) |
| 組織規定           | ARMM基本法 (第6734号共和国法)         | バンサモロ自治地域基本法              | フィリピン憲法                                                         |                           |
| 地域長官・政府長官 | 知事                                  | 首相                                  | フィリピン大統領                                                       |                           |
| 行政               | ARMM行政部                            | バンサモロ内閣                        | フィリピン行政部                                                       |                           |
| 立法               | 地域議会                              | バンサモロ議会                        | 両院制: 元老院、代議院                                                 |                           |
| 司法               | 無し (フィリピン政府下)               | 限定範囲内 (計画)                     | 最高裁判所                                                             |                           |
| 法務管理、法務審査 | 無し (フィリピン政府下)               | 計画中 (before 2016)                  | 司法省                                                                 |                           |
| 警察               | フィリピン国家警察 (フィリピン政府下) | フィリピン国家警察 (フィリピン政府下) | フィリピン国家警察                                                     |                           |
| 軍事               | フィリピン軍 (AFP) (フィリピン政府下) | フィリピン軍 (AFP) (フィリピン政府下) | フィリピン軍 (AFP)                                                     |                           |
| 通貨               | フィリピン・ペソ                      | フィリピン・ペソ                      | フィリピン・ペソ                                                       |                           |
| 公用語             | フィリピン語、英語                    | フィリピン語、英語                    | フィリピン語、英語                                                     |                           |
| 外交               | 無し                                  | 無し                                  | 全権                                                                   |                           |
| シャリーア法       | ムスリムのみを対象に有り              | ムスリムのみを対象に有り              | 1977年発行の大統領令1083による「フィリピン国内のムスリム個人法の規約」 |                           |

## 註
1. 1 2 3  “Philippines: Administrative Division”.   Citypopulation (2023年2月19日). 2024年9月30日閲覧。
2. ↑  “[pcinfectionspothazardinfo_013.html 海外安全ホームページ]”.   外務省 (2018年1月24日). 2018年4月30日閲覧。
3. ↑  “With Maguindanao split into 2, Mindanao now has 28 provinces and BARMM has 6”.   Minda News (2022年9月18日). 2022年10月18日閲覧。
4. ↑  “SC Upholds Validity of Bangsamoro Organic Law; Declares Sulu not Part of Bangsamoro Region”.   フィリピン最高裁 (2024年9月9日). 2024年9月30日閲覧。
5. ↑  “BARMM services in Sulu to continue amid SC ruling”.   GMA Regional TV News (2024年9月12日). 2024年10月29日閲覧。
6. ↑  “Sulu funding for 2025 still part of BARMM budget: Pangandaman”.   Philippine News Agency (2024年10月23日). 2024年10月29日閲覧。
7. ↑  “SC rules with finality: Sulu is out of BARMM”. Minda News. (2024年11月27日) 2025年2月4日閲覧。
8. ↑  “Gov’t, MILF Agree to Create Bangsamoro to Replace ARMM” (2012年10月15日). 2012年10月15日閲覧。
9. ↑  “‘Who is he?’ Senate panel to press Iqbal on real name” (2015年4月10日). 2015年4月10日閲覧。
10. ↑  Framework Agreement of the Bangsamoro. Government of the Philippines. October 20, 2012.
11. ↑  “ミンダナオ和平　枠組み合意の署名”.   独立行政法人 国際協力機構 (2012年10月15日). 2015年12月27日閲覧。
12. ↑  “Gov’t, MILF seal preliminary peace pact” (2012年10月15日). 2012年10月15日閲覧。
13. ↑  “Peace Deal Paves The Way For Long And Enduring Peace” (2012年10月16日). 2012年11月1日閲覧。
14. ↑  “‘Malaysia’s role should be explained’”.  The Manila Times (2015年4月21日). 2015年8月23日閲覧。
15. ↑  Ellen T. Tordesillas (2015年6月28日). “Magdalo Rep: Malaysia’s role in creation of Bangsamoro still cause of concern”.  ABS-CBN News. 2015年8月23日閲覧。
16. ↑  “‘Philippine govt and MILF requested Malaysia involvement’”.  The Star (2015年4月26日). 2015年8月23日閲覧。
17. ↑  Ted Regencia. “Philippines prepares for historic peace deal”. aljazeera.com. 2015年8月23日閲覧。
18. ↑  “ミンダナオ和平　包括和平合意の署名”.   独立行政法人 国際協力機構 (2014年3月28日). 2015年12月27日閲覧。
19. ↑  “Philippines, Muslim Rebels Try to Salvage Peace Pact”. VOA. 2015年8月23日閲覧。
20. 1 2  “Senate sets new timeline for BBL approval”. philstar.com. 2015年8月23日閲覧。
21. ↑  “Senate BBL debates to start August 17”. Sun.Star. 2015年8月23日閲覧。
22. ↑  “Senate defers BBL deliberations”. cnn. 2015年8月23日閲覧。
23. ↑  “DOCUMENT: Marcos submits overhauled Bangsamoro bill”. Rappler. 2015年8月23日閲覧。
24. ↑  http://www.lawphil.net/statutes/presdecs/pd1977/pd_1083_1977.html